# Piper semiimmersum
Piper semiimmersum är en pepparväxtart som beskrevs av C. Dc.. Piper semiimmersum ingår i släktet Piper och familjen pepparväxter. Inga underarter finns listade i Catalogue of Life.